# Escuela de Sanidad Naval (Chile)
La Escuela de sanidad naval es una institución de educación superior, que otorga títulos de Técnico Nivel Medio y Superior del área Enfermería y Odontología de la Armada de Chile.

## Origen: Hospital Naval A. Nef Valparaíso
En 1942 se crea en Valparaíso, la "Escuela de Enfermeros de la Armada", con asiento en el Hospital Naval Almirante Nef de Valparaíso, en donde nace bajo el alero y la dependencia de la Dirección de Instrucción de la Armada de Chile, funcionando como Escuela en dependencias facilitadas en el cuarto piso del Hospital Naval de Valparaíso, hasta el año 1955.
Sus primeros docentes fueron los Oficiales de Sanidad de dotación del hospital. Los cursos duraban dos años, recibiendo el alumno, posterior a la aprobación de todos los requisitos y exigencias académicas, el título de Enfermero Naval.
Con fecha 5 de diciembre de 1961, siendo director de Sanidad de la Armada de Chile, el Contralmirante SN Sr. Luis Noziglia Barbagelata, se inician los trabajos de construcción de un edificio contiguo al Hospital Naval de Valparaíso, que se constituiría en la sede definitiva de la escuela, cuya denominación cambia el año 1962 a Escuela de Sanidad Naval.

## Traslado: Viña del Mar
En el año 1990, con motivo del traslado de las dependencias del Hospital Naval Almirante Nef a la ciudad de Viña del Mar, y siendo este el campus clínico mater de la escuela, en 1991 la Escuela de Sanidad Naval realiza su traslado a dependencias construidas en los nuevos terrenos del hospital.
Con la llegada del nuevo milenio, la Armada de Chile reorganiza su Academia Politécnica Naval, organizándose en Facultades, en donde la Escuela de Sanidad Naval pasa a formar parte de la nueva Facultad de Sistemas de Ingeniería y Logística, por lo que debió realizar un nuevo traslado, ahora a las dependencias de la Facultad que la sostiene en el sector de Las Salinas, Viña Del Mar.